# Червона картка

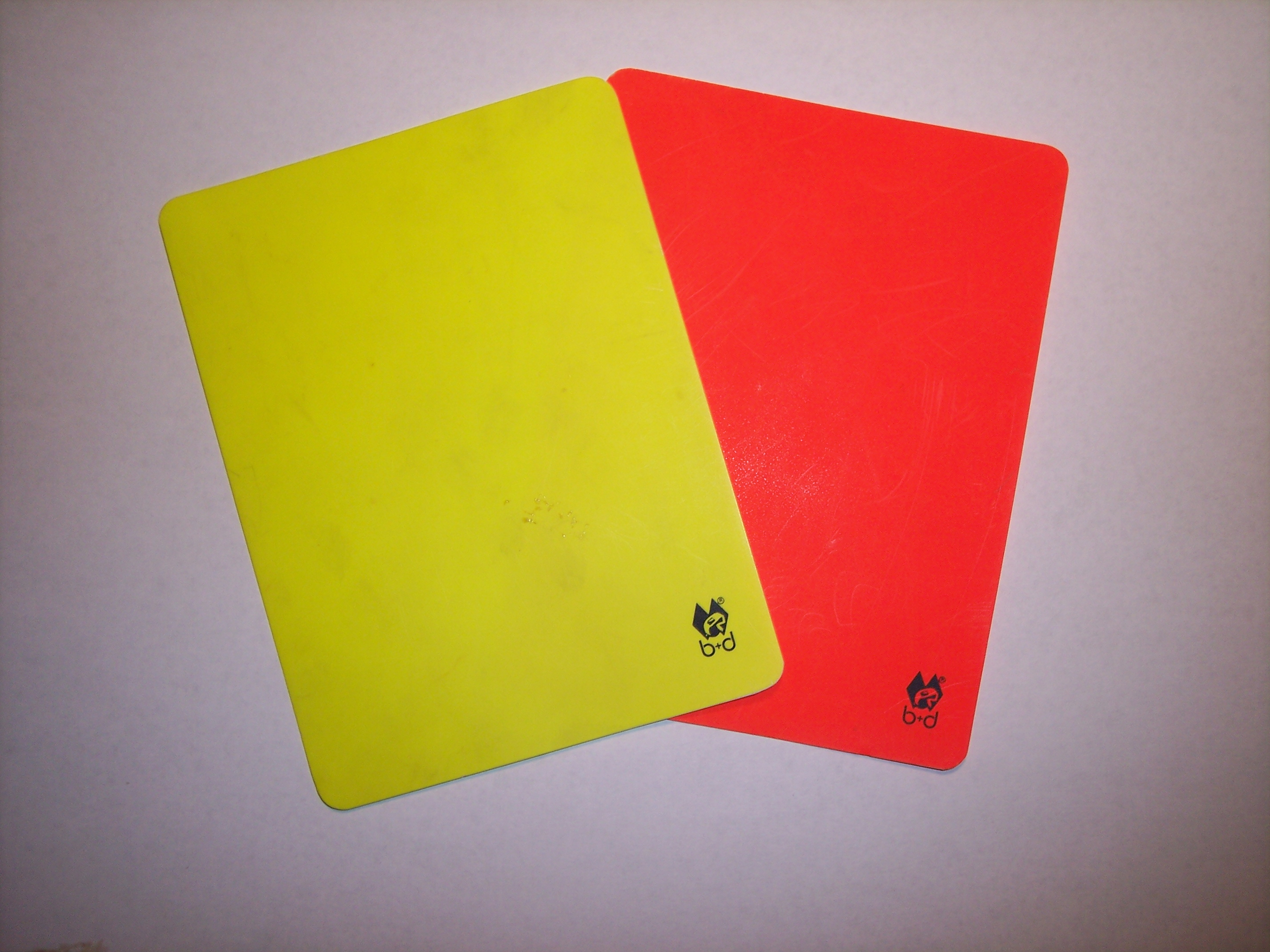
Жовта та червона футбольні картки

Черво́на ка́ртка — символ видалення гравця з поля чи дискваліфікації в деяких видах спорту, зазвичай паперовий або пластиковий прямокутник червоного кольору.
Жовта і червона картки були запроваджені на чемпіонаті світу з футболу 1970 року, що проходив у Мексиці, з ініціативи англійського футбольного судді Кена Астона.

#### Футбольні порушення, що караються вилученням з поля
Гравець основного складу, запасний або замінений гравець повинен бути вилучений з поля (з технічної зони) з показом червоної картки у випадку, якщо він:
- Винен у серйозному порушенні Правил;
- Винен в агресивному поводженні;
- Плюне в суперника чи будь-яку іншу особу;
- Позбавить суперника, що просувається до воріт, явної можливості забити гол за допомогою порушення Правил (здійснить т.зв. «фол останньої надії»), що карається штрафним, вільним або 11-метровим ударом;
- Використовує образливі або нецензурні вирази (жести);
- Отримує друге попередження в одному матчі.

Будь-який видалений гравець повинен покинути межі поля і прилеглого до нього простору, включаючи технічну зону.